# 经典统一场论
经典统一场论（英語：classical unified field theory）是试图在经典物理的框架下建立一个单一自洽的场论模型，从而能够解释自然界中所有基本相互作用的所有这类尝试的总称。经典统一场论可以被认为是统一场论的一个分支，在第一次世界大战和第二次世界大战之间有很多物理学家和数学家都致力于统一引力和电磁理论方面的研究，例如尼古拉·特斯拉於1937年完成的引力的動態理論，这些工作促进了微分几何在纯数学领域的发展。爱因斯坦是最被人熟知的尝试建立统一场论的物理学家之一。
本条目意在介绍历史上多种尝试建立一个经典的、相对论性的统一场理论；至于现代物理学中试图建立一个相容於量子理论的引力理论的尝试，请参见量子引力。

## 概述
早期的经典统一场论的问题的提出主要来自广义相对论中的黎曼几何，以及将电磁场理论纳入广义相对论框架中的尝试。这是由于一般的黎曼几何无法正确地描述电磁场的属性。进行这些工作的物理学家并不只有爱因斯坦一个，包括赫尔曼·外尔、亚瑟·爱丁顿、西奥多·卡鲁扎在内的多个物理学家和数学家都曾建立发展过统一基本相互作用的理论。他们采用的推广方法不尽相同，包括扩展几何学基础以及引入新的空间维度。

## 早期工作
经典统一场论的最早尝试来自古斯塔夫·米和恩斯特·赖因巴赫分别於1912年和1916年提出的理论。不过这些理论并不能让人满意，原因在于它们和广义相对论不相容：前者是由于理论提出时广义相对论尚未公式化，后者则是欠缺对这一新理论的透彻理解。这些理论都使用了反对称或/且具有复数值的度规张量（一般假设都认为度规张量应当是对称且组成是实数的），并且都尝试为物质同样建立相应的场论。

## 微分几何和场论
在1918年至1923年间提出了四个重要的统一场理论：外尔的规范场论、卡鲁扎的第五维理论、兰斯洛特·劳·怀特所基于的唯一性原理的理论以及爱丁顿发展的仿射几何。爱因斯坦对这些研究者做出过回应，并与卡鲁扎有过合作，但并未投入全部精力与他一起进行统一场论的研究工作。

### 外尔的无穷小几何
为了能够将电磁理论纳入广义相对论的几何学中，赫尔曼·外尔对广义相对论所依赖的黎曼几何进行了推广：他建立了一种更广义的无穷小几何。他注意到在一个流形上的连接两个点的路径上除了度规场外还可以存在额外的自由度，他通过用规范场的语言引入一种能够比较这类路径上局部尺度的基本方法，试图籍此来推广黎曼几何。这种几何学作为黎曼几何的推广，还在度规场{\displaystyle g\,}的基础上引入了一个矢量场{\displaystyle Q\,}，两者结合可以生成电磁场和引力场。这个理论在数学上合理，但形式很复杂，并会导出很难求解的高阶场方程。理论中关键的数学要素，包括拉格朗日量和曲率张量，被外尔和其同事解出。其后外尔向爱因斯坦等其他物理学家广泛讨论了这个理论在物理上的正确性，但最终这个理论被证明是在物理上不合理的。尽管如此，外尔所用到的规范不变性原理，在其形式被修正后应用到了量子场论中。

### 卡鲁扎的第五维
卡鲁扎建立统一场论的方法是将时空嵌入一个五维的圆柱体世界中：它具有四维空间和一维时间。不同于外尔的方法，这里黎曼几何的形式不变，而正是额外的维度使得电磁场能够被纳入黎曼几何中。尽管这一理论在数学上相对优雅，在与爱因斯坦的合作讨论中它被证明无法对应一个非奇性的静态球对称解。不过这一理论确实影响到了爱因斯坦的后续工作；更为重要的是，瑞典理论物理学家奥斯卡·克莱因其后发展了这一理论以尝试将相对论纳入量子理论中，从而建立了卡鲁扎-克莱因理论。

### 兰斯洛特·劳·怀特的唯一场理论
兰斯洛特·劳·怀特的统一场论是基于所谓的“唯一性原理”，他声称他的理论来源于十八世纪意大利自然哲学家博斯科维奇的理论。历史上法拉第和麦克斯韦曾接触过博斯科维奇关于非欧几何和高维几何的研究，这使得像高斯和黎曼这样的数学家投入到这些领域当中。其中黎曼所创立的黎曼几何被爱因斯坦应用到广义相对论中，但它并不能广泛全面地描述博斯科维奇的理论。兰斯洛特·劳·怀特本人则声称自己与爱因斯坦在统一场理论上有过合作。

### 爱丁顿的仿射几何
亚瑟·斯坦利·爱丁顿爵士是著名的天体物理学家，他还以验证并热心宣传广义相对论而闻名于世。爱丁顿首次提出了一种基于仿射联络，而非广义相对论所集中讨论的度规张量作为基础结构场的引力扩展理论。仿射联络是矢量从时空流形中一点平行输运到另一点的基础；爱丁顿假设了仿射联络在协变下标下是对称的，这是由于将一个无穷小矢量在另一个无穷小矢量的方向上进行平行输运所得的结果，和反过来进行平行输运所得的结果应当是相同的。
和大多数经典统一场论的研究者一样，爱丁顿也认为在广义相对论的场方程中引入的用于描述物质和能量（即源）的能量-动量张量{\displaystyle T_{\mu \nu }\,}只是一种权宜之计，而在一个“真正”的统一场论中，代表源的项应当很自然地从一个自由空间的场方程中显现出来。他还表示希望改进的统一场论能够解释当时知道的两种基本粒子：电子和光子，为何具有不同的内秉质量。
在相对论量子力学中，描述旋量场的狄拉克方程使得爱丁顿重新审视了他原先的论断：基础物理理论必须以张量的形式给出。随即他着手开始了发展一个新“基础理论”的研究，这个理论使用了大量的代数符号（被他本人称作），但由于他对这一理论的描述比较简略而且难懂，几乎没有物理学家能够跟进这一研究。

## 爱因斯坦的几何方法
在广义相对论中，描述电磁理论的麦克斯韦方程组也被等效地公式化，从而纳入广义相对论的框架。这意味着电磁场的能量对场方程中的能量-动量张量有贡献，从而对广义相对论所描述的引力场——时空曲率也有贡献。也就是说，某些特定的时空曲率正是电磁场效应的具体化表现形式，因此应当有一种纯粹的几何理论能够将引力场和电磁场处理为同一基础现象的两种不同表现形式；然而一般的黎曼几何是无法将电磁理论完全几何化的。
基于坚信整套物理定律都应发自同一起源的信仰，爱因斯坦试图建立这样一种能够统一引力和电磁力（或者还有其他相互作用）的推广的引力理论。起初这些尝试集中在加入额外的几何符号上，如采用嘉当联络和所谓超距平移理论，但他最终考虑将度规张量和仿射联络都作为基础场的形式。在广义相对论中度规场是对称的，但反对称似乎对电磁理论又非常关键，因此对这两种场而言对称的要求需要有所放松。爱因斯坦所建议的统一场方程推导自对一个预设的时空流形采用的黎曼曲率张量表达的变分原理。
在这样的场论中，物质粒子是以时空中出现的场强或能量密度非常高的有限区域的形式出现的。爱因斯坦和他的同事利奥波德·英费尔德证明了，在爱因斯坦的统一场论中，场的奇点和质点粒子类似具有运动轨迹。然而奇点的本性就是物理定律失效的区域，而爱因斯坦则相信终极理论的物理定律应当处处有效，而粒子则应当对应着（高度非线性的）场方程的类似孤波解。另外，宇宙在大尺度上的拓扑应当对解加以约束，例如量子化或离散的对称性。
由于这一理论本身的高度抽象性，以及好的用于分析非线性系统的数学手段的相对缺乏，使得这一理论难于和它所要描述的物理现象相联系。爱因斯坦在这个领域的研究变得愈加孤立，而大多数物理学家都认为他的这些尝试最终都是不成功的。特别是他在对统一基本相互作用的追寻中完全忽略了量子理论的发展（而反之亦然），特别是强相互作用和弱相互作用的发现。

## 后续工作
二十世纪三十年代后，研究经典统一场论的物理学家就逐渐减少了，原因则是量子理论的持续发展和建立量子引力理论的困难性。爱因斯坦则继续着他统一电磁理论和引力理论的尝试，但他在这片领域中的研究越来越孤立并直到最后。尽管由于他的声望，他的这些工作依然不断地被发表，却从未取得真正令人满意的成功。
除了爱因斯坦等少数外，大多数物理学家都最终放弃了经典统一场论。当今对于统一场论的研究主要集中在建立量子引力理论，以及将这一理论和其他基础量子理论统一起来的工作上。（某些理论，例如最著名的弦理论，则将两者合二为一。）直至今日，引力在四种基本相互作用中仍然是一个难以统一的未决问题。